# Val de Saône (région naturelle)
Pour les articles homonymes, voir Val de Saône (homonymie).
Le Val de Saône est une région naturelle française correspondant à la partie de la vallée de la Saône située, d'amont en aval, dans les départements de la Haute-Saône, de la Côte-d'Or, de Saône-et-Loire, de l'Ain et du Rhône. Elle se débute au pied des Vosges saônoises et se compose du pays de Gray, du Dijonnais, du Chalonnais, et de la Bresse bourguignonne.

## Géographie
Le Val de Saône traverse deux régions, l'Auvergne-Rhône-Alpes et la Bourgogne-Franche-Comté, et cinq départements, ceux de la Haute-Saône, de la Côte-d'Or, de Saône-et-Loire, de l'Ain et du Rhône. Cette région naturelle, aux contours flous, chevauche la région naturelle de la Bresse.
Le fleuve, orienté après Port-sur-Saône dans la direction sud - sud-est, s'incurve à Chalon-sur-Saône pour prendre la direction sud. Il y reçoit de nombreux affluents, principalement en rive gauche, les trois plus importants étant respectivement l'Ognon, le Doubs et la Seille.
En descendant le cours du fleuve, on rencontre les villes de Gray, Auxonne, Dijon (un peu à l'écart de la rivière, sur l'Ouche), Chalon-sur-Saône, Mâcon, Villefranche-sur-Saône et Lyon.

## Présentation de la région naturelle
Voici, ci-dessous les différents départements concernés par cette région correspondant au sens d'écoulement naturel de la Saône du nord vers le sud.

### Le Val de Saône en Haute-Saône
En Haute-Saône, une intercommunalité, créée en 2013, comprenant 48 communes rassemblées autour de Jussey se dénomme communauté de communes des Hauts du Val de Saône. Celle-ci est englobée dans le canton de Jussey qui héberge le cours supérieur de cette rivière.

### Le Val de Saône en Côte d'Or
En Côte-d'Or, le Val de Saône, situé dans la partie orientale du département, réunit les cantons de Seurre, Saint-Jean-de-Losne, Auxonne, Pontailler-sur-Saône.
La ville principale, siège de la communauté de communes Auxonne Pontailler Val de Saône, est la commune d'Auxonne. La partie orientale de l'agglomération dijonnaise est également située dans la vallée de la Saône.

### Le Val de Saône en Saône-et-Loire
En Saône-et-Loire, on peut distinguer comme dans l'Ain deux parties :
- sur la rive gauche de la rivière, le val de Saône est comme dans le nord de l'Ain une partie de la plaine de Bresse ;
- sur sa rive droite, le val de Saône fait partie au nord du Chalonnais et au sud du Mâconnais, où se sont bâties les villes de Chalon-sur-Saône, Tournus et Mâcon. C'est un important axe de communication où passent notamment l'A6 et la RN 6. Entre Chalon et Tournus, le val de Saône s'apparente plutôt à une plaine traversée en plein cœur par la Grosne.

### Le Val de Saône dans l'Ain

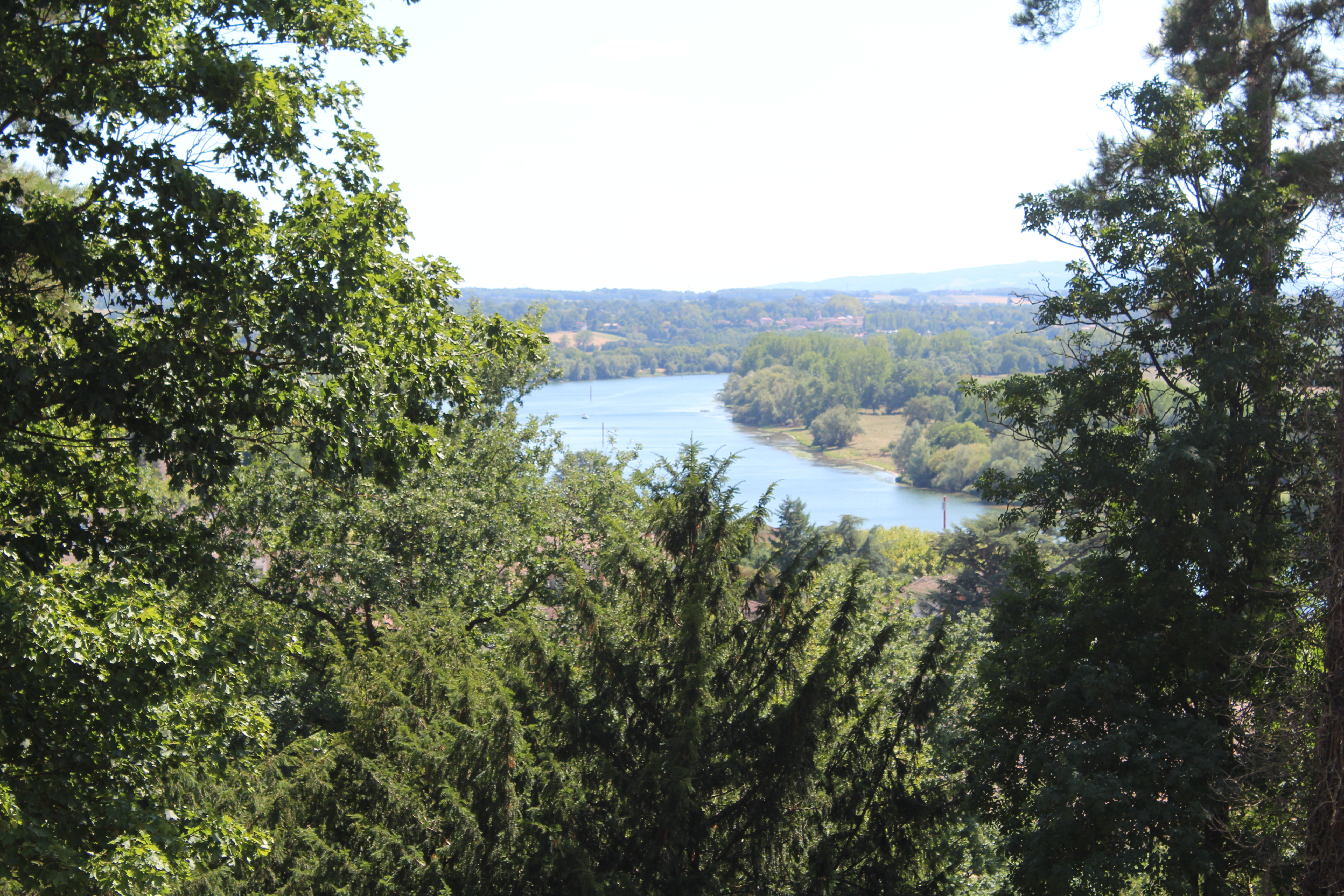
Le val de Saône à Montmerle-sur-Saône.

Dans l'Ain, le Val de Saône est divisé en deux parties :
- au nord, le val est inclus dans la Bresse. S'étendant sur plusieurs kilomètres à l'est de la rivière, certaines communes comme Saint-Laurent-sur-Saône sont situées en plein val de Saône. C'est également le domaine des prairies inondables ;
- au sud, le val est délimité, à l'est, par la Dombes.

Cette partie de la vallée héberge un site Natura 2000 (sous référence FR8201632) dénommé Prairies humides et forêts alluviales du Val de Saône, créé le 20 novembre 2014 pour une superficie totale de 3 665 hectares.
La communauté de communes Val de Saône Centre est une communauté de communes située dans l'Ain et regroupant quinze communes. Celle-ci gère un office de tourisme qui permet de mieux connaître cette partie de la vallée.

### Le Val de Saône dans le Rhône
Dans le Rhône, Val de Saône désigne également une des neuf subdivisions administratives du Grand Lyon, entre les villes de Villefranche-sur-Saône et de Lyon.
Du nord au sud, la Saône longe les villes de Belleville-en-Beaujolais et de Villefranche-sur-Saône pour finir par traverser celle de Lyon, formant ainsi, avant de rejoindre le Rhône qu’elle longe, la Presqu'île, qui correspond au centre de la ville. Les villes de Belleville et de Villefranche se sont développées en parallèle de leurs « villes jumelles », de l’autre côté de la rivière, côté Ain, avec, respectivement, Montmerle-sur-Saône et Jassan-Riottier, même si ces villes du département de l’Ain restent moins peuplées que celles côté Rhône.